# Castroserna de Abajo
Castroserna de Abajo ist eine Gemeinde (municipio) in der spanischen Provinz Segovia. Sie liegt im Süden der Autonomen Region Kastilien und León, an der Nordwestabdachung der Sierra de Guadarrama. Sie hat 32 Einwohnern (Stand: 2024). 

## Geographie
Castroserna de Abajo liegt etwa 36 Kilometer nordwestlich vom Stadtzentrum von Segovia in einer Höhe von ca. 985 m. 
Castroserna de Abajo befindet sich innerhalb der Zone des kontinentalen mediterranen Klimas.

## Bevölkerungsentwicklung
| Jahr      | 1970 | 1981 | 1991 | 2001 | 2011 | 2021 |
| Einwohner | 227  | 107  | 70   | 50   | 59   | 33   |

## Sehenswürdigkeiten
- Kirche Mariä Himmelfahrt

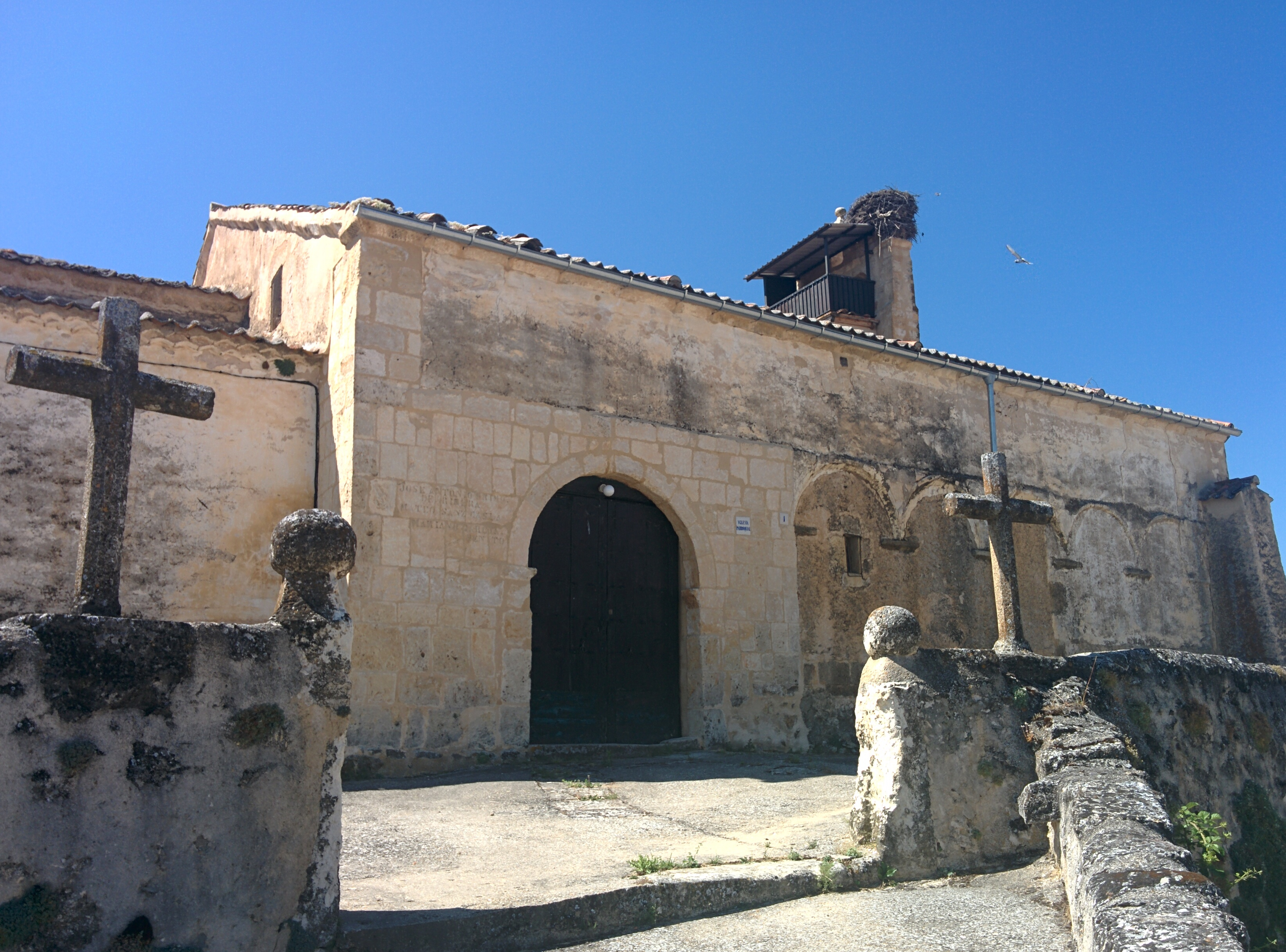
Michaeliskirche
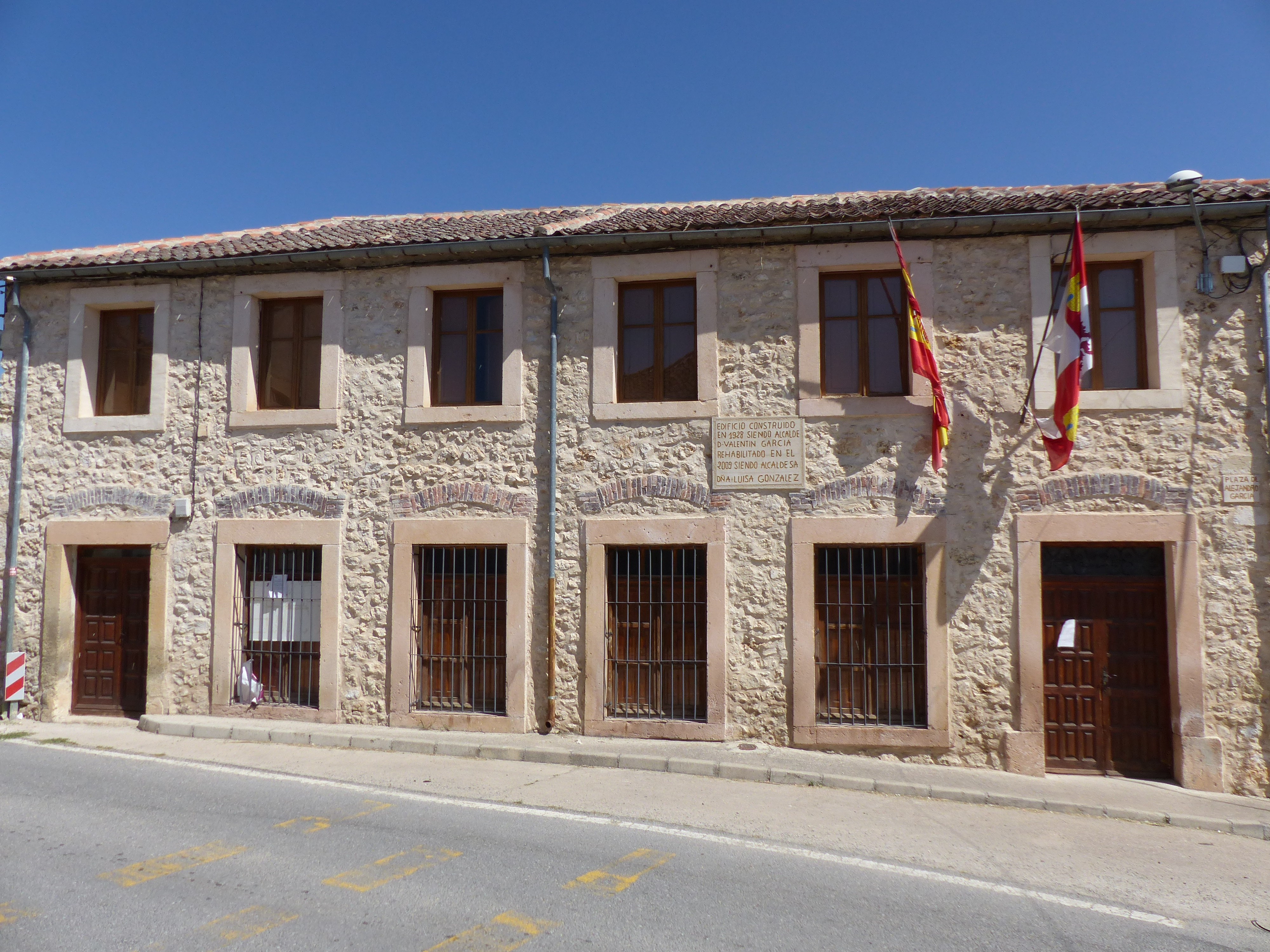
Rathaus